# Janne Pesonen
Janne Pesonen (Suomussalmi, 11 maggio 1982) è un hockeista su ghiaccio finlandese che gioca nel ruolo di ala sinistra. Milita nella National League A in Svizzera con la squadra dell'Hockey Club Ambrì Piotta'.

## Caratteristiche tecniche
Pessonen è un'ala con un buon fiuto del gol che utilizza la sua velocità per crearsi delle opportunità ha un ottimo tiro. Janne non è molto fisico e manca di forza, ma non rifuggire il gioco fisico. Ha migliorato il suo gioco senza il puck.

## Carriera
Nella stagione 2011-2012 Janne ha provato a tornare nella NHL partecipando al campo d'allenamento dei Winnipeg Jets; ma il 2 ottobre 2011 lo staff di Winnipeg decide di tagliarlo. Dopo essere stato scartato dai Jets il 7 ottobre 2011 Pesonen firma con la squadra finlandese dell'HIFK che gioca nella SM-liiga.

## Palmarès

### Club
- Coppa Gagarin: 1

 Ak Bars Kazan’: 2009-10
- Campionato finlandese: 4

 Oulun Kärpät: 2003-04, 2004-05, 2006-07, 2007-08

### Nazionale
- Campionato mondiale di hockey su ghiaccio: 1

Slovacchia 2011